# Пристеновское сельское поселение
Присте́новское се́льское поселе́ние — муниципальное образование в составе Чернышковского района Волгоградской области.
Административный центр — хутор Пристеновский.

## История
Пристеновское сельское поселение образовано 22 декабря 2004 года в соответствии с Законом Волгоградской области № 976-ОД.

## Население
| 2010 | 2012 | 2013 | 2014 | 2015 | 2016 | 2017 |
| ---- | ---- | ---- | ---- | ---- | ---- | ---- |
| 491  | ↗493 | ↘489 | ↗495 | ↘490 | ↘484 | →484 |
| 2018 | 2019 | 2020 | 2021 |      |      |      |
| ↘471 | ↘467 | ↘455 | ↘442 |      |      |      |

## Состав сельского поселения
| № | Населённый пункт | Тип населённого пункта        | Население |
| - | ---------------- | ----------------------------- | --------- |
| 1 | Водяновский      | хутор                         | 144       |
| 2 | Пристеновский    | хутор, административный центр | 281       |
| 3 | Черновский       | хутор                         | 66        |